# Ubi primum
Ubi primum je papežská encyklika Pia IX. vyhlášená 2. února 1849 všem biskupům katolické církve s žádostí o jejich názory na vyhlášení Dogmatu o neposkvrněném početí Panny Marie. Kromě toho encyklika přisoudila Panně Marii úlohu prostřednice vykoupení. 
Encyklika byla odpovědí na mariologická hnutí především ve Francii a Spojených státech, které vedlo k petici tamějších biskupů k papeži s prosbou o vyhlášení Panny Marie za patronku USA. Proto papež Pius IX. svolal již roku 1848 grémium teologických poradců a vydal pro celý episkopát světa encykliku Ubi primum, aby podnítil vyhlášení definice. Z 603 dotazovaných biskupů odpovědělo 546 ve prospěch vyhlášení tohoto dogmatu.
Kladné přijetí vedlo papeže k vydání buly Ineffabilis Deus v roce 1854, která zadefinovala Dogma o neposkvrněném početí Panny Marie. Následující papežové Pius X. a Pius XII. rozpracovali tuto mariologii v encyklikách Ad diem illum a Fulgens corona.

## Příbuzná témata
- Mariologie